# Краснооктябрський (Октябрський район)
Краснооктя́брський (рос. Краснооктябрьский) — селище у складі Октябрського району Оренбурзької області, Росія.

## Населення
Населення — 862 особи (2010; 816 у 2002).
Національний склад (станом на 2002 рік):
- росіяни — 63 %